# Treuil
Un treuil est un appareil de levage. C'est un dispositif mécanique permettant de commander l'enroulement et le déroulement d'un câble, d'une chaîne ou de tout autre type de filin destiné à porter ou à tracter une charge. Le treuil est l'une des huit machines simples.

## Différents types de démultiplication

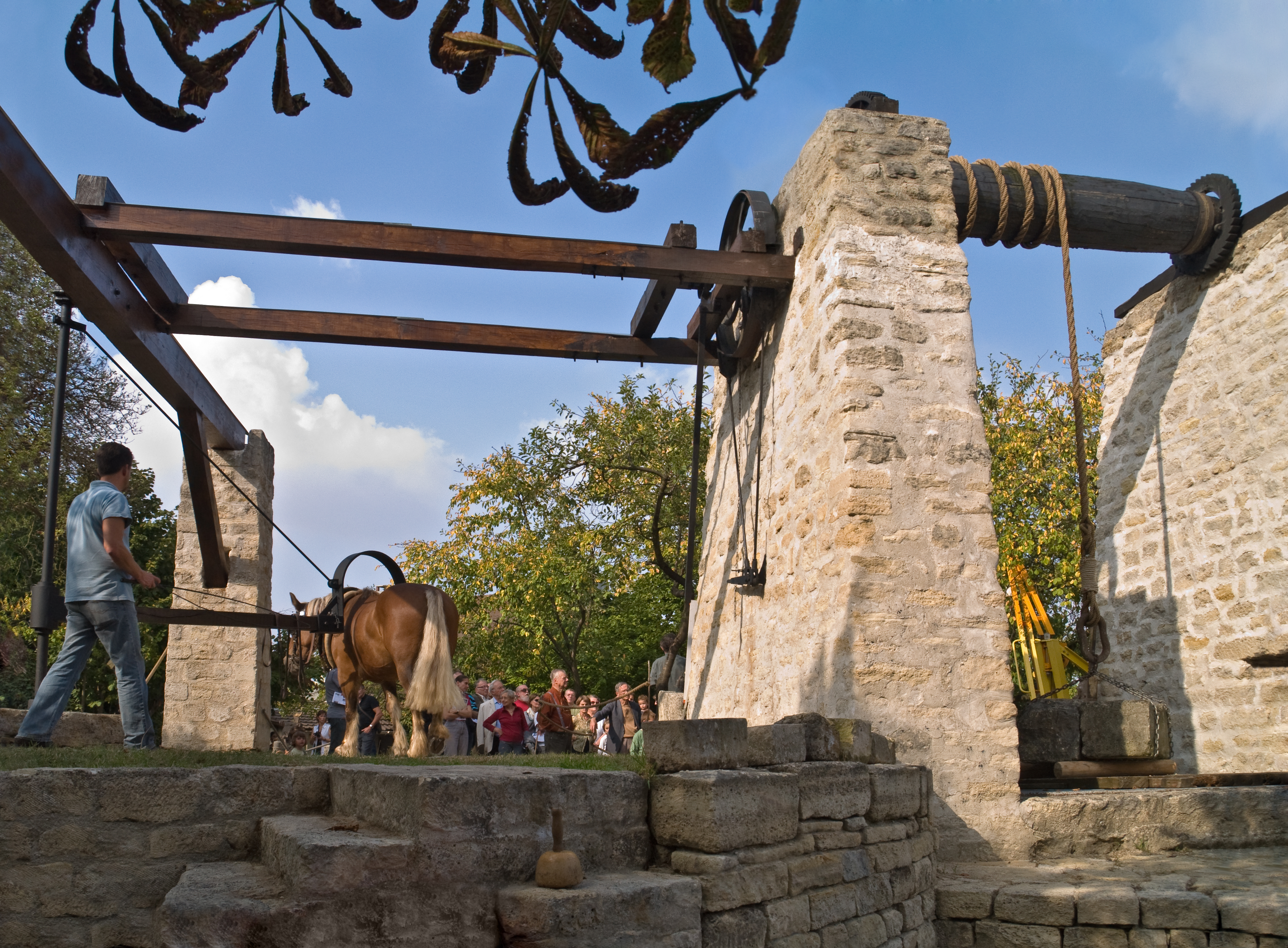
Treuil de carrière à traction animale (restauration d'un ouvrage du XIXe siècle). Treuil de la carrière Auboin de Châtillon (92), association Picar, membre de l'union Rempart.

Un treuil peut-être motorisé ou non. Il inclut généralement un dispositif de démultiplication de l'effort, soit au niveau de la motorisation, soit :
- treuil simple : par l'enroulement autour d'un tambour actionné manuellement par des leviers d'une longueur suffisante pour réduire l'effort physique. Un cliquet ou rochet anti-retour empêche le mouvement inverse provoqué par la charge soulevée ;
- treuil différentiel : par l'utilisation de poulie(s) étagées et de diamètres différents, (comme le palan) et un tambour enrouleur ;
- treuil à cage à écureuil : le tambour est actionné par une grande cage dans laquelle marche un homme. Appareil employé depuis le Moyen Âge, particulièrement par les Romains et les constructeurs de forteresses ;
- treuil mécanique :
  - par l'utilisation d'engrenages simples ou coniques (dessins de Léonard de Vinci),
  - par vis sans fin pour la démultiplication de l'effort (cas du treuil dessiné par Léonard de Vinci) et, en fonction de l'angle du filet de la vis, ce système présente la particularité d'être irréversible et de ne pas utiliser de cliquet anti-retour.

Les treuils pour charge lourde peuvent être équipés d'un système de traction linéaire hydraulique.

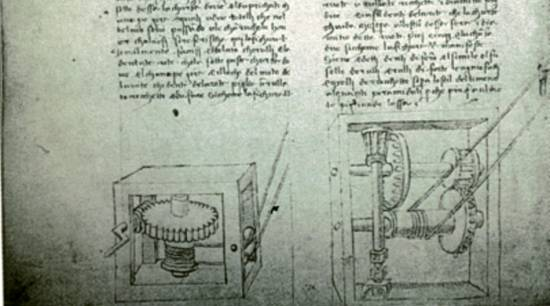
Treuil à engrenage et vis sans fin de Léonard de Vinci.
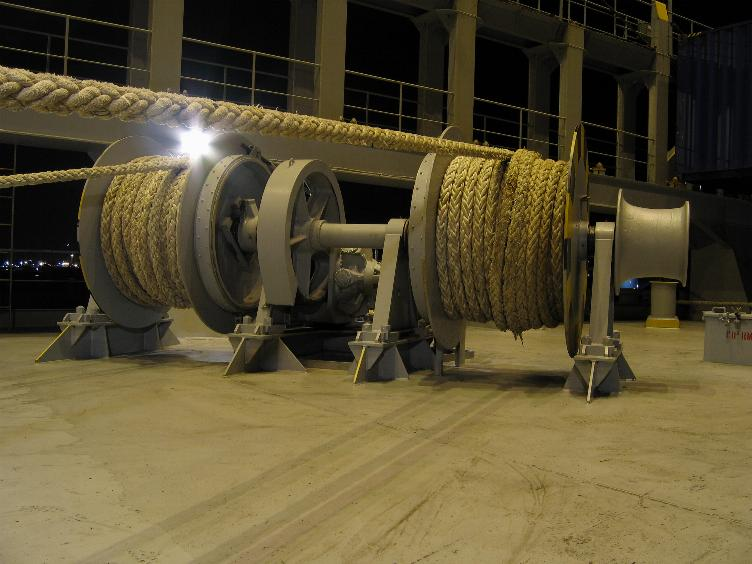
Guindeau.
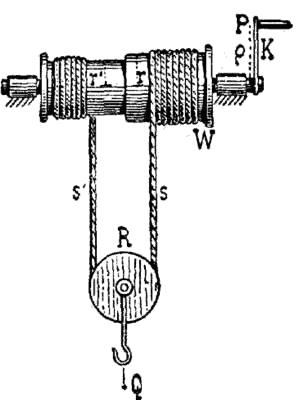
Treuil différentiel.

## Principales applications

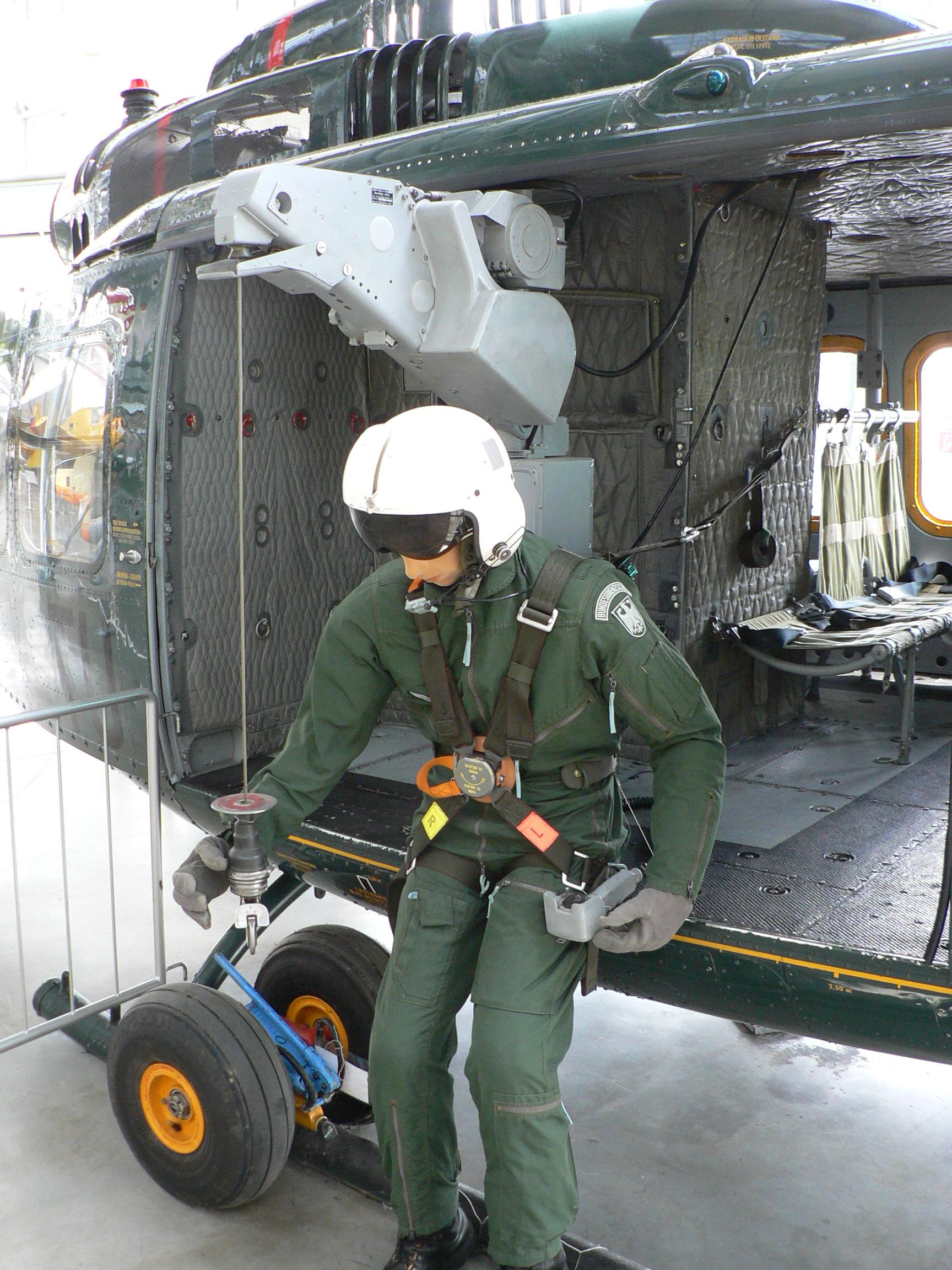
Treuil de sauvetage sur hélicoptère.

- La manutention : montage sur la flèche d'une grue.
- Le levage de charge lourde dans le cas d'une chèvre de levage.
- Le levage d'un mouton pour l'enfoncement des pilotis ou palplanche.
- Le tractage : montage à l'avant ou à l'arrière d'un véhicule, pour permettre l'auto-tractage ou le tractage d'un autre véhicule.
- Usages spécifiques : treuils dédiés (ancres de marine par exemple : guindeau, cabestan).
- Les hélicoptères de sauvetage (voir Recherche et sauvetage ou Search and Rescue, SAR) sont équipés d'un dispositif d'hélitreuillage, permettant de soulever au moins deux personnes : un sauveteur ainsi que la personne à secourir[1].

Durant l'enroulement et le déroulement, il convient de respecter la disposition d'origine du câble sur le cylindre du treuil, pour éviter de l'emmêler et de l'abîmer.[pas clair]